# سي إتش روبنسون
شركة سي إتش روبنسون العالمية، هي شركة نقل أمريكية تشمل الخدمات اللوجستية للأطراف الثالثة (3PL). تقدم الشركة خدمات نقل البضائع وإدارة النقل والوساطة والتخزين، وتشمل النقل بالشاحنات، والنقل الجزئي، والشحن الجوي، والنقل المشترك، والشحن البحري.
يقع المقر الرئيسي للشركة في إيدن بريري، مينيسوتا، ولديها أكثر من 300 مكتب وأكثر من 15000 موظف في أمريكا الشمالية وأوروبا وآسيا وأمريكا الجنوبية. ترتبط الشركة بعلاقات تعاقدية مع أكثر من 66000 شركة نقل، بما في ذلك شركات النقل البري والسكك الحديدية والشحن الجوي والناقلات البحرية. كما توفر الشركة خدمات تشمل تحليل سلسلة التوريد، وتوحيد الشحن، وإدارة برامج الناقلين الأساسيين، وإعداد تقارير المعلومات. تمتلك سي إتش روبنسون أيضًا شركة Robinson Fresh التي تشتري وتبيع المنتجات لصناعة الخدمات الغذائية عبر مزارعين وموردين مستقلين.
تشكل خدمات نقل البضائع حوالي 94% من إجمالي إيرادات الشركة، بينما تأتي البقية من مصادر وتسويق المنتجات الطازجة.
1. 1 2  مذكور في: Global LEI index. الوصول: 17 سبتمبر 2024.